# 사막뛰는쥐속
사막뛰는쥐속(Jaculus)은 뛰는쥐과에 속하는 설치류 속 분류군이다. 북아프리카와 사하라 사막, 아프리카의 뿔 지역, 아라비아 반도, 중동 그리고 중앙아시아의 사막과 준건조 지역에 분포한다. 집합적으로 "사막저보아류"라고 부르기도 한다. 4종으로 이루어져 있다.

## 하위 종
- 블랜포드뛰는쥐 또는 블랜포드저보아 (Jaculus blanfordi)
- 작은이집트뛰는쥐 또는 작은이집트저보아 (Jaculus jaculus)
- 큰이집트뛰는쥐 또는 큰이집트저보아 (Jaculus orientalis)
- 탈러뛰는쥐 또는 탈러저보아 (Jaculus thaleri)